# C8 (Grab)
Das altägyptische Grab C8 befand sich in der Nekropole von Theben-West nahe bei dem modernen Ort Luxor. Das Grab gehörte Nacht, dem Vorsteher der Geflügelfarm des Amun, der in der ersten Hälfte der 18. Dynastie amtierte. Die Nummerierung des Grabes ist modern. Die dekorierte Grabkapelle wurde von Jean-François Champollion und Ippolito Rosellini im frühen 19. Jahrhundert gesehen und teilweise beschrieben. Es scheint seitdem entweder das Opfer von Kunsträubern geworden zu sein, die die Wandmalereien aus den Wänden schnitten und verkauften, oder der Eingang wurde verschüttet, wodurch das Wissen zur Lage des Grabes im Laufe der Zeit verloren ging. Der genaue Standort ist heute nicht mehr bekannt, doch scheint das Grab in el-Qurna gelegen zu haben. Die Szenen aus dem Grab sind nur von Beschreibungen bekannt. Einige hieroglyphische Texte sind kopiert worden.
Rechts vom Eingang war der Grabinhaber Nacht vor dem Opfertisch dargestellt. Hinter ihm waren Bauern wiedergegeben, ein Schreiber und ein Mann, dem auf die Schultern geschlagen wurde. Andere Szenen im Grab werden beschrieben, aber ihr Anbringungsort innerhalb der Wanddekoration wird nicht genannt. Zu diesen Szenen gehören solche aus der Landwirtschaft oder des Grabinhabers auf der Jagd in den Marschen. Es gab wahrscheinlich eine Bankettszene. Aus dem Grab stammt ein steinerner Türsturz, der sich heute im Petrie Museum befindet.